# 春のヌエネンの牧師館の庭
『春のヌエネンの牧師館の庭』（はるのヌエネンのぼくしかんのにわ、蘭: De pastorie in Nuenen）は、オランダのポスト印象派の画家フィンセント・ファン・ゴッホが1884年に制作した風景画である。油彩。フローニンゲン美術館に所蔵されている。
同作は、当時、新型コロナウイルスの影響で臨時閉鎖中であったオランダのシンガー・ラーレン美術館に展示されていたものの、2020年3月29日夜から30日にかけて盗み出されている。後に窃盗犯とみられる人物が逮捕されているものの、絵画自体は依然として行方不明となっていたが、2023年9月、3年ぶりに見つかったと報じられた。